# Acynodon
Acynodon è un genere di coccodrilli estinto, vissuto nel Cretaceo superiore (80-75 milioni di anni fa). I suoi resti sono stati ritrovati in Europa.

## Descrizione
Di piccole dimensioni, questo coccodrillo aveva un aspetto compatto e robusto. Il cranio, piuttosto simile a quello degli odierni alligatori, era dotato di una dentatura insolita: non vi erano le zanne allungate e acuminate tipiche dei coccodrilli, ma grandi denti molariformi.
La corazza che ricopriva il dorso dell'animale era costituita da numerose strutture ossee (osteodermi) dotate di una duplice carena.

## Classificazione
L'acinodonte è considerato un antico rappresentante della famiglia degli alligatori; Acynodon, in particolare, è ritenuto essere il membro più antico e primitivo del gruppo dei Globidonta.
Sono note varie specie di acinodonte: le più note sono Acynodon iberoccitanus della Spagna settentrionale, e A. adriaticus, rinvenuto nel giacimento di Villaggio del Pescatore, presso Trieste.

## Stile di vita
Probabilmente l'acinodonte era un coccodrillo dalle abitudini tipicamente semiacquatiche, e la particolare struttura del cranio indica che questo animale aveva una dieta decisamente diversa da quella degli attuali coccodrilli: i larghi denti simili a molari, con tutta probabilità, erano utili per frantumare il guscio delle tartarughe, e non per afferrare i pesci. Acynodon condivideva l'habitat con un altro alligatoroide primitivo, Musturzabalsuchus. Quest'ultimo, date le notevoli dimensioni, doveva essere un temibile predatore, forse uno dei più grandi del suo habitat.